# Philip Ashmole
Nelson Philip Ashmole (* 11. Januar 1934 in Amersham, Buckinghamshire, England), allgemein als Philip Ashmole bekannt, ist ein britischer Zoologe und Naturschützer. Sein Forschungsschwerpunkt ist die Avifauna von Inseln, darunter St. Helena, die Azoren, Teneriffa, Ascension und Kiritimati. Weitere Interessen sind Insekten und Spinnen, von denen Ashmole einige neue Taxa entdeckte.

## Leben
1957 graduierte Ashmole zum Bachelor of Arts in Zoologie am Brasenose College in Oxford. Im selben Jahr wurde er Forschungsstudent am Edward Grey Institute of Field Ornithology (EGI) und begleitete das Ehepaar Bernard und Sally Stonehouse sowie den Ornithologen Doug Dorward auf eine zweijährige Expedition der British Ornithologists’ Union auf die Südatlantikinsel Ascension. Hier studierte Ashmole die jährliche Mauser der Seeschwalben. 1959 schrieb er darüber in Oxford seine Doktorarbeit mit dem Titel The Biology of Certain Terns: With Special Reference to Black Noddy Anous tenuirostris and the Wideawake Sterna fuscata on Ascension Island. 1960 heiratete Ashmole Myrtle Jane Goodacre, die er 1957 auf einer Studentenkonferenz kennenlernte. Myrtle Goodacre arbeitete als Assistenz-Bibliothekarin beim EGI und wurde später Ashmoles Mitarbeiterin während seiner Expeditionen. Das Paar hat einen Sohn und zwei Töchter.
Nach seiner Promovierung arbeitete Ashmole ab 1960 als Demonstrator an der University of Oxford. Ferner war er bis 1963 als Forschungsoffizier des EGI tätig. Durch die Vermittlung von David Lack, der mit George Evelyn Hutchinson beim EGI arbeitete, erhielt Ashmole ein Sommerforschungsstipendium der Yale University, mit dem er für ein Jahr als Mitarbeiter des Bernice P. Bishop Museums in Hawaii die Auswirkungen von Atomwaffentests auf Seeschwalben und andere Vögel auf Kiritimati studierte. Anschließend erhielt er eine Anstellung als Assistenzprofessor an der Yale University, wo er bis 1972 forschte. Von 1972 bis 1992 hatte er den Posten eines Assistenzprofessors an der University of Edinburgh inne.
Ashmole sammelte unter anderem subfossiles Material von ausgestorbenen Vogelarten, darunter vom St.-Helena-Wiedehopf, vom Ascension-Nachtreiher und von der Ascension-Ralle. Während eines einmonatigen Forschungsaufenthalts über fossile Vogelarten auf St. Helena fand er 1962 gemeinsam mit seinem Kollegen Doug Dorward die Zange eines St.-Helena-Riesenohrwurms, der 1965 kurzfristig wiederentdeckt wurde.
In den letzten Jahren widmeten sich Philip und Myrtle Ashmole der Naturschutzarbeit, darunter die Erneuerung des Carrifran Wildwood in den Southern Uplands von Schottland. 1996 gründeten die Ashmoles den Naturschutzverein The Borders Forest Trust. Philip Ashmole war bis 2007 der erste Direktor dieser Organisation.
2015 erhielten Philip und Myrtle Ashmole den Lifetime Achievement Award bei den RSPB Nature of Scotland Awards.

## Schriften (Auswahl)
- P. Ashmole, M. Ashmole: Comparative Feeding Ecology of Sea Birds of a Tropical Oceanic Island. Peabody Museum of Natural History, Yale University, 1967
- P. Ashmole, M. Ashmole: Natural history excursions in Tenerife: A guide to the countryside, plants and animals. Kidston Mill Press, 1989. ISBN 0-9514544-0-4
- P. Ashmole, M. Ashmole: St. Helena and Ascension Island: a natural history. Anthony Nelson, Oswestry, 2000. ISBN 0-904614-61-1
- P. Ashmole, M. Ashmole: The Carrifran Wildwood Story: Ecological Restoration from the Grass Roots, Borders Forest Trust, 2009. ISBN 0-9534346-4-8
- P. Ashmole, M. Ashmole: Natural History of Tenerife, Whittles Publishing, Dunbeath, 2016. ISBN 978-1-84995-225-5